# Leucochlaena rasilis
Leucochlaena rasilis är en fjärilsart som beskrevs av Max Wilhelm Karl Draudt 1933. Leucochlaena rasilis ingår i släktet Leucochlaena och familjen nattflyn. Inga underarter finns listade i Catalogue of Life.